# 야왕 (만화)
야왕(일본어: 夜王 야오[*])은 쿠라시나 료 원작, 이노우에 노리요시 작화의 일본 만화이다.

## 개요
홋카이도로부터 상경한 마토바 료스케 신주쿠 가부키쵸를 무대로 다양한 사건을 만나게 되는 호스트의 이야기이다. 밤의 네온 거리를 무대로 만들어내는 호스트들의 이야기, 동료 호스트들, 라이벌의 호스트들과의 싸움과 여자들과의 사랑 등을 그리고 있다. 노력 · 우정 · 승리 · 연애 등 만화 특유의 요소를 충분하게 도입한 작품이다. 배경은 CG로 만들어진 경우가 많다고 한다. 슈에이샤 주간 영 점프 2003년 9월호에서 2010년 16호까지 총 313화 연재되었다.단행본은 전 29권, 2007년 3월 12일 기준으로 매출 150만부 이상을 보였다. 또한 연재의 휴재는 거의 없고, 쿠라시나 원작의 작품으로도 유례없는 7년에 걸친 장기 연재 작품이다.